# Eudo Villalobos
Eudo Villalobos es un entrenador profesional de fútbol sala. Se desempeña como director técnico del club Icsin Fc equipo Deportivo Profesional Colombiano, cargo que viene ejerciendo desde el 3 de febrero de 2024. Ha dirigido diversos equipos de fútbol de sala en Venezuela, Colombia y Bolivia, asimismo, la selección absoluta de su país natal.
Entre sus logros deportivos destaca el haber conseguido la Liga Colombiana de Fútbol Sala con el Real Bucaramanga, y subcampeonato con Atlético Dorada, la Liga Nacional de Fútbol Sala en dos ocasiones y ser finalista dos veces del Torneo Superior de Futsal (una vez, campeón). En 2012, fue laureado por la FVF y el gobernador del estado Zulia en ese entonces, Pablo Pérez, como "Mejor técnico del año 2011".

## Trayectoria
Eudo Villalobos inició su carrera como jugador en el año 1985, siendo jugador activo en ligas nacionales de Venezuela hasta el 2004. Luego, en el 2005, inicia su carrera como DT en categorías juvenil y adultos, pero desde 1998, ya trabajaba en escuelas de formación.
Ganó la Liga Nacional de Futsal con el equipo Estudiantes del Zulia y Asinair FC. En 2009, dirigió al equipo Heroicos de Cartagena, donde participaron en la Copa Postobon de microfútbol. Fue campeón del Torneo Superior de Futsal con el conjunto de Trujillanos Futsal, lo que le dio la oportunidad de participar en la copa Merconorte 2013, donde fueron finalistas. Ganó una medalla de oro en los Juegos Deportivos Nacionales de Venezuela de 2011 con el seleccionado del Zulia.
El técnico dirigió al conjunto Real Bucaramanga de Colombia, con el cual obtuvo el título por vez primera para el conjunto en la Liga Argos de Colombia. Posteriormente, sería parte del plantel de Atlético Dorada, también en Colombia.
Luego de este desenvolvimiento en el país vecino, Eudo Villalobos fue elegido como nuevo técnico de la selección de Venezuela para tomar las riendas del combinado vinotinto. El entrenador nacido en el Zulia, sería el cuarto entrenador en la historia del combinado venezolano. El acuerdo incluía la Copa América de Futsal 2015, y dependiendo el desempeño, se evaluaría su continuidad por el resto del ciclo mundialista, lo cual, no prosperó, siendo eliminado el equipo en fase de grupos con un empate y dos derrotas.
Villalobos llegó al balompié venezolano nuevamente, llevando al Caracas Futsal a la final del Torneo Superior en 2018. Al año siguiente, asumiría el banquillo de Leones de Nariño de la Liga de fútbol sala colombiana en la campaña del 2019. Volvería a la competición de su país con Academia Materiales Acarigua FC, siendo contratado a inicios del 2021, para dirigir el equipo Delta Te Quiero, quienes participarían en la Copa Libertadores de Futsal 2020 en Uruguay.

### Copa Libertadores 2020
Luego de un proceso de preparación, y de efectuar el fichaje de otros jugadores más experimentados, el domingo 16 de mayo del 2021 sería su debut en la competición internacional, perteneciendo al grupo B. En su debut en la Copa Libertadores de Futsal 2020, el equipo venció 4 a 1 al equipo boliviano Proyecto Latín, triunfarían por 3 a 0 ante el equipo local Peñarol, consiguiendo así su clasificación a la siguiente instancia, donde quedarían invictos, al empatar 1-1 ante Sport Club Corinthians de Brasil.  En los cuartos de final, el equipo dirigido por Eudo le propinaría una goleada al club Cerro Porteño de 9-5, convirtiéndose en el primer equipo venezolano en avanzar a semifinales bajo la nueva modalidad de la copa. En semifinales, cayeron ante el campeón defensor Carlos Barbosa, siendo delegados al partido por el tercer lugar, nuevamente ante Corinthians, teniendo esta vez al equipo del venezolano como ganador por un marcador de 3 a 1, logrando un tercer lugar histórico para la disciplina en el país.

## Clubes
| Club                         | País      | Año                      | Ref.   |
| ---------------------------- | --------- | ------------------------ | ------ |
| Estudiantes del Zulia        | Venezuela | 2005-2008                |        |
| Heroicos de Cartagena        | Colombia  | 2009-2010                | [ 30 ] |
| Guerreros del Lago           | Venezuela | 2011                     | [ 31 ] |
| Asinair FC                   | Venezuela | 2012                     |        |
| Trujillanos FS               | Venezuela | 2012                     | [ 32 ] |
| Real Bucaramanga             | Colombia  | 2014-2015                |        |
| Selección de Venezuela       | Venezuela | 2015-2016                | [ 33 ] |
| Atlético La Dorada           | Colombia  | 2016-2017                |        |
| Caracas Futsal Club          | Venezuela | 2018                     | [ 34 ] |
| Leones de Nariño             | Colombia  | 2019                     | [ 35 ] |
| Academia Materiales Acarigua | Venezuela | 2020                     | [ 36 ] |
| Delta Te Quiero              | Venezuela | 2021                     | [ 37 ] |
| Caracas Futsal Club          | Venezuela | 2021                     | [ 38 ] |
| Petroleros de Yacuiba        | Bolivia   | 2022                     | [ 39 ] |
| Gladiadores de Anzoategui    | Venezuela | Junio 2023               | [ 40 ] |
| Monagas Futsal Club          | Venezuela | Diciembre 2023           | 41     |
| Icsin Fc                     | Colombia  | Febrero 2024-Agosto 2024 | 42     |
| Marineros Fs                 | Venezuela | Actualidad               | 43     |

## Palmarés

### Torneos nacionales
- Campeón en Juegos Deportivos Nacionales: Medalla de Oro  2011.
- Campeón de Liga Nacional de Fútbol Sala: Asinair FC de Margarita (Clausura 2012)[41]
- Campeón de Torneo Superior de Futsal: Trujillanos FS (2012).[42]
- Finalista de la Liga Colombiana de Fútbol Sala: 2014-1.[43]
- Campeón de la Liga Colombiana de Fútbol Sala: 2014-2.[44]
- Finalista Liga Argos 2016-2: Atlético Dorada.[45]
- Campeón de Torneo Superior de Futsal: Caracas FS (2018).[42]
- Semi Finalista con Leones de Nariño (2019)
- Semi Finalista de la Liga Futve Futsal 1: Caracas FS (2021)
- Campeón de la Copa AMFY en Bolivia: Petroleros de Yacuiba (2022)
- Subcampeón de la Liga Nacional Boliviana de Fútbol Sala: Petroleros de Yacuiba (2022)

### Torneos internacionales
- Campeón Panamericano de Clubes: 2009. Estudiantes del Zulia.[46]
- Finalista Copa Merconorte: Trujillanos FS, 2013.[47]
- Campeón Copa Libertadores de Futsal 2015 Zona Norte: Real Bucaramanga (como asesor deportivo).[48]
- Finalista Copa Libertadores de Futsal 2015: Real Bucaramanga (como asesor deportivo).[49]
- Copa Libertadores de Futsal 2020:  tercer Lugar

### Selecciones nacionales
- Selección absoluta: Eliminatorias Sudamericanas de Futsal 2016: 5.º lugar
- Sudamericano sub-17:  tercer lugar.